# NGC 6000
NGC 6000 é uma galáxia espiral barrada (SBbc) localizada na direcção da constelação de Scorpius. Possui uma declinação de -29° 23' 13" e uma ascensão recta de 15 horas, 49 minutos e 49,4 segundos.
A galáxia NGC 6000 foi descoberta em 8 de Maio de 1834 por John Herschel.